# Austrochthonius parvus
Espèce
Synonymes
- Cecoditha parva Mello-Leitão, 1939

Austrochthonius parvus est une espèce de pseudoscorpions de la famille des Chthoniidae.

## Distribution
Cette espèce est endémique d'Argentine.

## Publication originale
- Mello-Leitão, 1939 : Pseudoscorpionidos de Argentina. Notas del Museo de La Plata Zoologia, vol. 4, no 17, p. 115-122.